# Гунар Кілгас
Гуннар Кілгас (ест. Gunnar Kilgas; 8 травня 1926, Нарва — 6 серпня 2005, Таллінн) — естонський актор і режисер.

## Життєпис
Гуннар Килгас закінчив Національний театральний інститут Естонської РСР за спеціальністю акторська майстерність. Після цього працював актором у Театрі Південної Естонії (1949—1951), Ванемуйса (1951—1960) та Естонському драматичному театрі (1960—1969).
Зіграв у першому художньому фільмі Естонської РСР «Життя в цитаделі» (1947).
У 1969—1986 роках Кілгас був режисером телевізійних постановок на Естонському телебаченні. Однією з найвідоміших його телевізійних вистав є «Рудольф та Ірма», заснована на романі А. Х. Таммсааре «Життя і кохання».
У 1987—1992 роках працював у Vanalinnastudio завідувачем літературного відділу, а в 1993—1995 роках — директором.
З 1995 року був позаштатним працівником.
Похований на Талліннському лісовому кладовищі.

## Особисте життя
Його братом був актор і режисер Пол Кілгас.
Він був одружений з Еллен Каарма з 1950 по 1952 рік.
Його син від співжиття з актором Велдою Оцус — бодібілдер-гімнаст Індрек Оцус.
У 1960 році Гуннар Кілгас зустрів Іту Евер, з якою вони були разом до смерті Кілгаса в 2005 році.